# Bombyciella talpa
Bombyciella talpa là một loài bướm đêm trong họ Noctuidae.